# Johan Stenström (konstnär)
Johan Edvard Stenström född 23 januari 1870 i Låttra i Västra Vingåkers socken, Södermanlands län, död 13 februari 1945 i Kopparberg Ljusnarsbergs socken, Örebro län, var en svensk målare, tecknare och dekoratör. 
Han var från 1902 gift med Emma Vilhelmina Lundberg. Stenström hade ett mycket känt sysslingbarn Karin Bergöö som sedan gifte sig med konstnären Carl Larsson. Stenström utvandrade som 17-åring till Amerika. Vid sin vistelse där arbetade han med olika uppgifter, bland annat arbetade han på en pyroteknisk fabrik, han ägnade en stor del av sin fritid och raster åt att teckna av sina arbetskamrater. Hans arbetsgivare upptäckte hans konstnärliga anlag och bekostade hans studier på en konstakademi i Chicago. Hans konsttalang ledde till att han fick arbete som teater- och cirkusmålare. Han återvände till Sverige 1897, och var sedan ända fram till 1918 anställd på en pyroteknisk fabrik i Tyresö. Efter att han slutat sin anställning flyttade han till Vasselhyttan och började måla, framför allt landskap, gårdar och allra mest gamla bruk och hyttor, som idag är rivna. Han utförde även en hel del beställningsarbeten bland annat porträtt och fond- och väggmålningar. 
Han deltog i ett stort antal samlingsutställningar bland annat i Sveriges allmänna konstförenings decemberutställning i Stockholm 1911 med tavlorna Höstguld och Efter snöfallet, utställningar i Härnösand och Östersund 1913 samt Västerås konstförenings utställning av västmanländska konstnärers arbeten 1929. Kulturnämnden i Lindesberg anordnade 1975 i samarbete med Linde museum, Vasselhyttans bygdegårdsförening och Ljusnarsbergs konstklubb en utställning av bergslagsmotiv målade av Stenström. Ett 60-tal oljemålningar, akvareller och teckningar ställdes ut i Vasselhyttans bygdegård och på Linde museum. Tavlorna hade lånats upp i bygden och från Jernkontoret i Stockholm. 
Han skrev sin signatur JE Stenström där mittstrecket var gemensamt för J och E och var känd som ’’Bergslagens mesta målare’’. Hans konst består av interiörbilder, porträtt och landskapsskildringar från Bergslagen. Många av hans oljemålningar återger miljöer vid driften av Bångbro järnverk, Guldsmedshyttans bruk, Storå hytta, Ramsbergs bruk, Uttersbergs bruk och Löa ödehytta samt andra platser i Ramsbergs- och Kopparbergs bergslag.
Vingåkers kommun äger flera av Stenströms målningar. En större tavla från 1915 föreställande Västra Vingåkers kyrka  och Åsens gård är placerad i kommunhuset.´Stenström är representerad vid Östersunds länsmuseum  landskapsmålningen Solglöd, och Jernkontorets samlingar samt i Vasselhyttans bygdegård norr om Lindesberg med fond- och väggmålningar.    